# Youssef Fayad
Youssef Fayad, född 14 maj 2001, är en svensk fotbollsspelare som spelar för IK Kongahälla

## Karriär
Youssefs moderklubb är Angered MBIK. Inför säsongen 2017 gick han till Kortedala IF. Han gjorde också en sejour i ungdomslaget i BK Häcken innan han 2018 gick vidare till GAIS.
Inför säsongen 2021 flyttades Youssef upp till A-laget i GAIS och skrev på ett tvåårskontrakt. I september 2021 lånades han ut till division 2-klubben Västra Frölunda IF på ett låneavtal över resten av säsongen. I augusti 2022 lånades Fayad på nytt ut till Västra Frölunda IF.
Efter att Fayad inte fick förlängt kontrakt med GAIS gick han över till Vänersborgs IF inför säsongen 2023 där han signerade ett tvåårskontrakt. Under säsongen 2024 spelade Fayad för både Västra Frölunda IF och Assyriska BK.